# Zoreane, Apostolove
Zoreane (în ucraineană Зоряне) este un sat în comuna Nîva Trudova din raionul Apostolove, regiunea Dnipropetrovsk, Ucraina.

## Demografie
Componența lingvistică a localității Zoreane
     Ucraineană (91,94%)
     Rusă (7,26%)
     Alte limbi (0,8%)
Conform recensământului din 2001, majoritatea populației localității Zoreane era vorbitoare de ucraineană (91,94%), existând în minoritate și vorbitori de rusă (7,26%).